# Louise (Mississippi)
Louise is een plaats (town) in de Amerikaanse staat Mississippi, en valt bestuurlijk gezien onder Humphreys County.

## Demografie
Bij de volkstelling in 2000 werd het aantal inwoners vastgesteld op 315.
In 2006 is het aantal inwoners door het United States Census Bureau geschat op 293, een daling van 22 (-7,0%).

## Geografie
Volgens het United States Census Bureau beslaat de plaats een oppervlakte van
0,4 km², geheel bestaande uit land. Louise ligt op ongeveer 31 m boven zeeniveau.

## Plaatsen in de nabije omgeving
De onderstaande figuur toont nabijgelegen plaatsen in een straal van 28 km rond Louise.